# Hiallum hilgendorfii
Hiallum hilgendorfii är en kräftdjursart som först beskrevs av Gustav Budde-Lund 1898.  Hiallum hilgendorfii ingår i släktet Hiallum och familjen Eubelidae. Inga underarter finns listade i Catalogue of Life.